# Bouër
Bouër is een gemeente in het Franse departement Sarthe (regio Pays de la Loire) en telt 225 inwoners (2005). De plaats maakt deel uit van het arrondissement Mamers.

## Geografie
De oppervlakte van Bouër bedraagt 12,3 km², de bevolkingsdichtheid is 18,3 inwoners per km².
De onderstaande kaart toont de ligging van Bouër met de belangrijkste infrastructuur en aangrenzende gemeenten.

## Demografie
Onderstaande figuur toont het verloop van het inwonertal (bron: INSEE-tellingen).